# Pararge hieratica
Pararge hieratica är en fjärilsart som beskrevs av Turati 1915. Pararge hieratica ingår i släktet Pararge och familjen praktfjärilar. Inga underarter finns listade i Catalogue of Life.